# United Democratic Front (Malawi)
Die United Democratic Front (UDF) ist eine politische Partei in Malawi mit Hauptsitz in Lilongwe und ordnet sich selbst im liberalen Feld ein. Zeitweise stellte die UDF neben der Democratic Progressive Party (DPP) eine der stärksten Parteien von Malawi dar. Zusammen mit 26 weiteren Parteien aus 21 afrikanischen Ländern gehört die UDF zum Africa Liberal Network.
Gegründet wurde die United Democratic Front wie auch viele andere Parteien Malawis, nachdem im Jahre 1993 der Einparteienstaat in einem Referendum abgeschafft und ein Mehrparteiensystem eingeführt worden war. Bereits kurz nach der Gründung der UDF wurde diese eine der großen Volksparteien in Malawi und stellte von 1994 bis 2004 mit Bakili Muluzi den Präsidenten Malawis. Bakili Muluzi ist auch heute noch Vorsitzender der Partei, wurde aber 2004 von Bingu wa Mutharika als Präsident abgelöst. Bei diesen Wahlen erreichte die UDF von den 194 Sitzen im Parlament nur 49. Aufgrund des schlechten Wahlergebnisses und wegen Meinungsverschiedenheiten mit anderen Parteimitgliedern verließ Bingu wa Mutharika kurz nach seinem Wahlsieg die UDF und gründete im Februar 2005 die DPP. Ihm folgten sehr bald weitere Mitglieder der UDF. Die Präsidentschaftswahl von 2009 gewannen Bingu wa Mutharika und die DPP. Bei den Wahlen 2019 erhielt die UDF 10 der 193 Mandate in der Nationalversammlung und verlor damit vier der 2014 gewonnenen Sitze.